# Алексеев, Григорий Александрович
Григо́рий Алекса́ндрович Алексе́ев (26 октября 1883 — после 1917) — русский юрист. Сотрудник канцелярии Государственной Думы, делопроизводитель и секретарь М. В. Родзянко, уполномоченный и секретарь Главного комитета Всероссийского земского союза (ГК ВЗС).

## Биография
Родился 26 октября 1883 года. Сын действительного статского советника А. С. Алексеева. Выпускник Московского университета. Приглашён С. А. Муромцевым на службу в Канцелярию I Думы с 15 июня 1906 года. После роспуска Думы остался в думской Временной канцелярии. В августе 1906 года причислен к Государственной канцелярии; при этом продолжал служить в думском аппарате. С 1908 года — помощник делопроизводителя VII кл. Канцелярии Думы. В 1911 году назначен на должность делопроизводителя; исполнял обязанности секретаря при председателе Думы М. В. Родзянко. Надворный советник (1914). В июле 1914 года стал уполномоченным и секретарем Главного комитета Всероссийского земского союза и в дальнейшем, продолжая вплоть до лета 1917 года числиться на службе в Канцелярии Думы, работал почти исключительно в аппарате союза в Москве; был избран членом Главного комитета Всероссийского земского союза. Дата смерти неизвестна.